# アロイシウス・リリウス
アロイシウス・リリウス (ラテン語: Aloysius Lilius  1510年ごろ – 1576年)は、イタリアの医師、天文学者、哲学者、年代学者。イタリア語名はルイージ・リリオ (イタリア語: Luigi Lilio) もしくはルイージ・ジリオ (イタリア語: Luigi Giglio)。現在世界で広く用いられているグレゴリオ暦の原案者の一人である。
月のクレーターの一つリリウス、小惑星2346 Lilioなどは、アロイシウス・リリウスの名にちなんでいる。またグレゴリオ暦開始日の1582年10月15日から日付を数えるリリウス日も彼の名をとったもので、コンピュータ科学などの分野で用いられている。

## 生涯
リリウスの生涯についてはあまり分かっていない。彼はイタリア南部カラブリアのチロ出身で、カラファ家に仕えた後、ナポリで薬学と天文学を学んだ。その後ヴェローナに移り住み、1576年に死去した。生前に彼の改暦案がローマの教皇の元に伝えられたが、これを紹介したのはリリウス自身ではなく、兄弟で同じく医者・天文学者だったアントニオだった。

## 業績
アロイシウス・リリウスは、グレゴリオ暦の「原作者」として知られている。彼は従来のユリウス暦のずれを修正する方法をまとめ、その原稿がアントニオの手で教皇グレゴリウス13世のもとに披露され、1575年に改暦委員会に採用された。 1577年、この委員会はCompendium novae rationis restituendi kalendarium (暦の復旧のための新案の概要)と題した報告書をまとめて印刷し、改暦にむけた問題提起として1578年前半にカトリック世界中に回覧させた。リリウスの原稿は現存していないが、その内容は現存する「概要」から見て取ることが出来る。
実際にクリストファー・クラヴィウスら改暦委員会による審議が始まったのは、リリウス没後6年が経過した1582年のことだった。クラヴィウスらは改暦に関する答申の中で、リリウスによるエパクトの計算方法の改新案に触れ、これを称賛している。1582年2月24日（旧ユリウス暦では1581年）、教皇勅書「インテル・グラヴィッシマス」が発令され、すべてのカトリック聖職者に新暦（グレゴリオ暦）を使用することが義務付けられ、他のカトリック主権者にもその使用が強く勧められた。
2010年、リリウス生誕500周年を記念してイタリア中の天文学者が記念事業を開催した。